# Napeogenes pyrois
Napeogenes pyrois är en fjärilsart som beskrevs av Bates 1862. Napeogenes pyrois ingår i släktet Napeogenes och familjen praktfjärilar. Inga underarter finns listade i Catalogue of Life.